# Benno Huth
Benno Huth (* 26. Juli 1937 in Sigmaringen; † 22. April 2020 in Karlsruhe) war ein deutscher gesellschaftskritischer Maler, Grafiker und Zeichner aus Karlsruhe.
Nach dem Abitur begann er ein Studium an der Staatlichen Akademie der Bildenden Künste Karlsruhe. Er studierte 1956 bis 1959 bei Karl Hubbuch und Herbert Kitzel. In Hamburg und Freiburg schloss er ein Studium der Altphilologie von 1960 bis 1964 an. Nach einigen Jahren im Schuldienst als Kunst- und Lateinlehrer entschied sich Benno Huth 1970, als freischaffender Künstler zu arbeiten. Seit 1971 war er in zahlreichen Einzel- und Gruppenausstellungen in Baden-Württemberg und überregional zu sehen. Benno Huth lebte in Karlsruhe.

## Werk
Benno Huth war ein zeitkritischer Maler, in dessen Werk der Einfluss seines Lehrers Karl Hubbuch zu erkennen ist. Er griff soziale Themen auf und verarbeitete sie mit scharfem Blick in seinen Bildern. Entgegen dem damaligen Zeitgeist malte er von Anfang an figurativ.
Durch Überzeichnung und Verfremdung wollte Huth zur Auseinandersetzung mit der Wirklichkeit auffordern. „Die Realität in ihrer tiefer greifenden Aussage erfassen, dem Betrachter die Dekadenz der Wirklichkeit durch ein sozialkritisches Konzept offenbaren.“ (Benno Huth)
In seinen Architektur- und Landschaftsbildern sind die Menschen nur Staffage, erscheinen klein und verloren. Ganz anders jedoch in seinen Genrebildern, wahrhaftigen Sittengemälden des 20. Jahrhunderts. Diese Bilder zeigen Personen von dominanter Körperlichkeit, oft mit stark herausmodellierten Körperpartien. Seine Porträts – Archetypen von Charakteren – wirken durch Stilisierung.
Zentrale Themen in den Arbeiten Benno Huths sind die Vereinsamung der Menschen und ihre Isolierung durch die Technik.
Den verschiedenen Sujets hatte er mehrere Zyklen gewidmet: In seinen frühen allegorischen Bildern prangerte er die Gier nach dem Geld an. Im Amerika-Zyklus beleuchtete er die Schattenseiten des „American Dream“ – Gewalt, Alkoholismus und Drogen. Im Sport- und Freizeitzyklus zeigte er, wie sich Menschen durch den Gebrauch von technischem Gerät optisch und akustisch voneinander isolieren (durch Kopfhörer, Helme, Sonnenbrillen). Einen weiteren Zyklus widmete er dem Zirkus. Immer wieder griff er das Thema „Der Mensch in seinen verschiedenen Lebensaltern“ auf und führte vor Augen, dass Kraft und Schönheit nur eine kurze Zeitspanne des menschlichen Lebens ausmachen.
Anlässlich des 300. Stadtgeburtstags von Karlsruhe im Jahr 2015 entstand ein Zyklus von 35 Brunnenbildern für eine Ausstellung zur Geschichte der Karlsruher Trinkwasserversorgung. Auch hier wies sich Benno Huth als ein kritischer Betrachter des Stadtgeschehens aus. Seine charakteristischen Gestalten zeigen einen „Querschnitt der Karlsruher Bevölkerung: Mütter mit Kinderwagen, spielende Kinder, Skater, Hundeführer, Radfahrer, Liebespaare, Studenten, Arbeiter und Obdachlose.“ (Dr. Matthias Maier) 23 dieser Bilder vermachte Benno Huth im Dezember 2016 dem Wasser- und Brunnenmuseum im Wasserwerk Durlacher Wald.
In seinem graphischen Werk setzte er sich u. a. mit zeitgenössischen Themen (Money-Zyklus) auseinander sowie auch mit klassischen Themen der Antike (Buch-Illustrationen). Ein Zyklus von 30 reproduzierten Zeichnungen zu den Metamorphosen des Ovid, der zu jedem der 15 Bücher zwei Illustrationen enthält, eine im Hoch- und eine im Querformat, erschien ohne Jahr in kleiner Auflage von 20 nummerierten und signierten Blättern in der Edition Curt Visel in Memmingen. Ein Zyklus von fünf Lithographien zu den Carmina des Neoterikers Properz wurde vom Stein abgezogen und erschien 2002 in kleiner Auflage von 20 nummerierten und signierten Original-Lithografien ebenfalls in der Edition Curt Visel in Memmingen. Eine zweisprachige Ausgabe von Ovids Liebeskunst erschien 1997 im selben Verlag in einer Auflage von 300 Exemplaren, wovon die Nummern 1–60 als Vorzugsausgabe eine vom Künstler signierte Originalradierung enthalten. Linolschnitte zu den Carmina des Catull erschienen in Illustration 63. Zeitschrift für Buchillustration 1969, Heft 2, Beilage. Linolschnitte zu den Fabeln des Phädrus erschienen als Beilage zu Illustration 63. Zeitschrift für Buchillustration 1974 und 1981. Linolschnitte zu Properz in derselben Zeitschrift 1985.

## Neuere Ausstellungen (Auswahl)
- 1991 Kunstverein Bretten
- 2001 Museumsgesellschaft Ettlingen
- 2004 Altphilologenkongress Köln
- 2007 Landgericht Baden-Baden
- 2008 Zehnthaus Jockgrim
- 2010 Kunstverein Bretten
- 2012 Stadtbücherei Heidelberg
- 2013 Seilerei Provençale, Karlsruhe
- 2015 Sonderausstellung „Brunnenbilder“ im Regierungspräsidium Karlsruhe
- 2016 Gruppenausstellung „Europäische Biennale Realistischer und Visionärer Kunst“, Rheinhausen
- 2017 Galerie Schindel, Freiburg

## Preise (Auswahl)
- Kunstpreis der Stadt Frankenthal 1973
- Kunstpreis Kunstverein Bretten 1991
- Erster Preis der Europäischen Brunnengesellschaft (EBG) 2009